# Marc Hoffmann
Marc Hoffmann, fiktivni policijski inspektor iz serije "Inspektor Rex". Bio je Rexov vlasnik i poglavar bečkog Odjela za ubojstva. Utjelovio ga je Alexander Pschill.

## Životopis
Marc Hoffman prvi se put pojavio u epizodi "Pokušaj Rexova ubojstva". Tijekom 17 epizoda riješio je mnoge slučajeve. Bio je vrlo pametan i često je nadmudrio zločince. Održavao je vezu s Nikki Herzog, jedinim ženskim istražiteljem u seriji, s kojom je kasnije i živio.

## Unutarnje poveznice
- Rex
- Nikki Herzog
- Alexander Pschill